# Nombela
Nombela è un comune spagnolo di 946 abitanti situato nella comunità autonoma di Castiglia-La Mancia.